# (36677) 2000 QO224
2000 QO224 (asteroide 36677) é um asteroide da cintura principal. Possui uma excentricidade de 0.09503200 e uma inclinação de 14.59177º.
Este asteroide foi descoberto no dia 26 de agosto de 2000 por Spacewatch em Kitt Peak.